# Foolproof
Foolproof (bra: Jogo de Risco; prt: A Toda a Prova) é um filme de ação canadense de 2003, escrito e dirigido por William Phillips e estrelando Ryan Reynolds, David Suchet, Kristin Booth, Joris Jarsky, e James Allodi. Foi a primeira tentativa por parte de um estúdio canadense para a criação de um filme no estilo heist, no mesmo estilo de Ocean's Eleven. O filme foi um grande fracasso financeiro e recebeu as mais medíocres opiniões.
O filme foi rodado em Toronto, Ontario, Canadá, e produzido pela Alliance Atlantis Communications e Ego Film Arts e lançado nos cinemas no dia 3 de Outubro de 2003, pela Odeon Films no Canadá e pela Momentum Pictures no Reino Unido. No Canadá, foi lançado em 204 cinemas, mais do que qualquer outro filme do passado.

## Sinopse
Kevin, Samantha e Rob são amigos que, com a ajuda da alta tecnologia, projetam planos para realizar roubos sensacionais. Porém, tudo na teoria. Eles nunca realmente puseram nenhum deles em prática. Mas, tudo muda quando surge Leo, um criminoso britânico que descobre suas atividades. Em pouco tempo, Leo consegue um de seus planos para roubar um valioso diamante. E o utiliza com absoluto sucesso! Agora, Leo quer colocar as mãos em 20 milhões de dólares e chantageia Kevin, Sam e Rob para que realizem o crime. Sob ameaça de serem entregues à polícia como autores do roubo do diamante, Kevin, Sam e Rob, não têm outra alternativa senão cooperar com Leo. Mas, para colocar sua teoria em prática, agora eles necessitam de mais do que um plano infalível... Eles precisam escapar vivos!

## Recepção
O filme foi um fracasso financeiro extraordinário. Apesar de seu orçamento de C$ 7,8 milhões, a arrecadação no Canadá foi inferior a C$ 460 mil e praticamente zero nos Estados Unidos, quando foi lançado direto-a-vídeo.